# 미니어처 게임
미니어처 게임(miniature game)은 미니어처 모델을 사용하는 특징을 주로 이루는 테이블톱 게임의 일종이다.

## 워게임
가장 오래되고 가장 대중적인 미니처어 게임 장르들 중 하나는 워게임이다. 여기서 모형들은 싸우는 "부대"로 배치된다. 현대의 장르는 판타지와 SF 요소로 확장하여 세밀하면서도 페인트칠을 한 미니어처 모형들이 등장한다.